# انجمن آبرنگ آمریکا

نقاشی آبرنگ تام نیکلاس در تظاهرات انجمن آبرنگ آمریکا

انجمن آبرنگ آمریکا (به انگلیسی: American Watercolor Society)، که در سال ۱۸۶۶ تأسیس شد، یک سازمان غیرانتفاعی است که به پیشرفت نقاشی آبرنگ در ایالات متحده اختصاص دارد.

## تاریخچه
این انجمن در سال ۱۸۶۶ توسط یازده نقاش تأسیس شد و در ابتدا با نام انجمن نقاشان آبرنگ آمریکایی شناخته می‌شد. ابتدا به دلیل اینکه برخی هنرمندان با اجازه دادن به زنان برای مشارکت مخالف بودند، جذب اعضای جدید در این انجمن دشوار بود. کلوپ آبرنگ نیویورک در سال ۱۹۴۱ در جامعه ادغام شد.

### باشگاه آبرنگ نیویورک

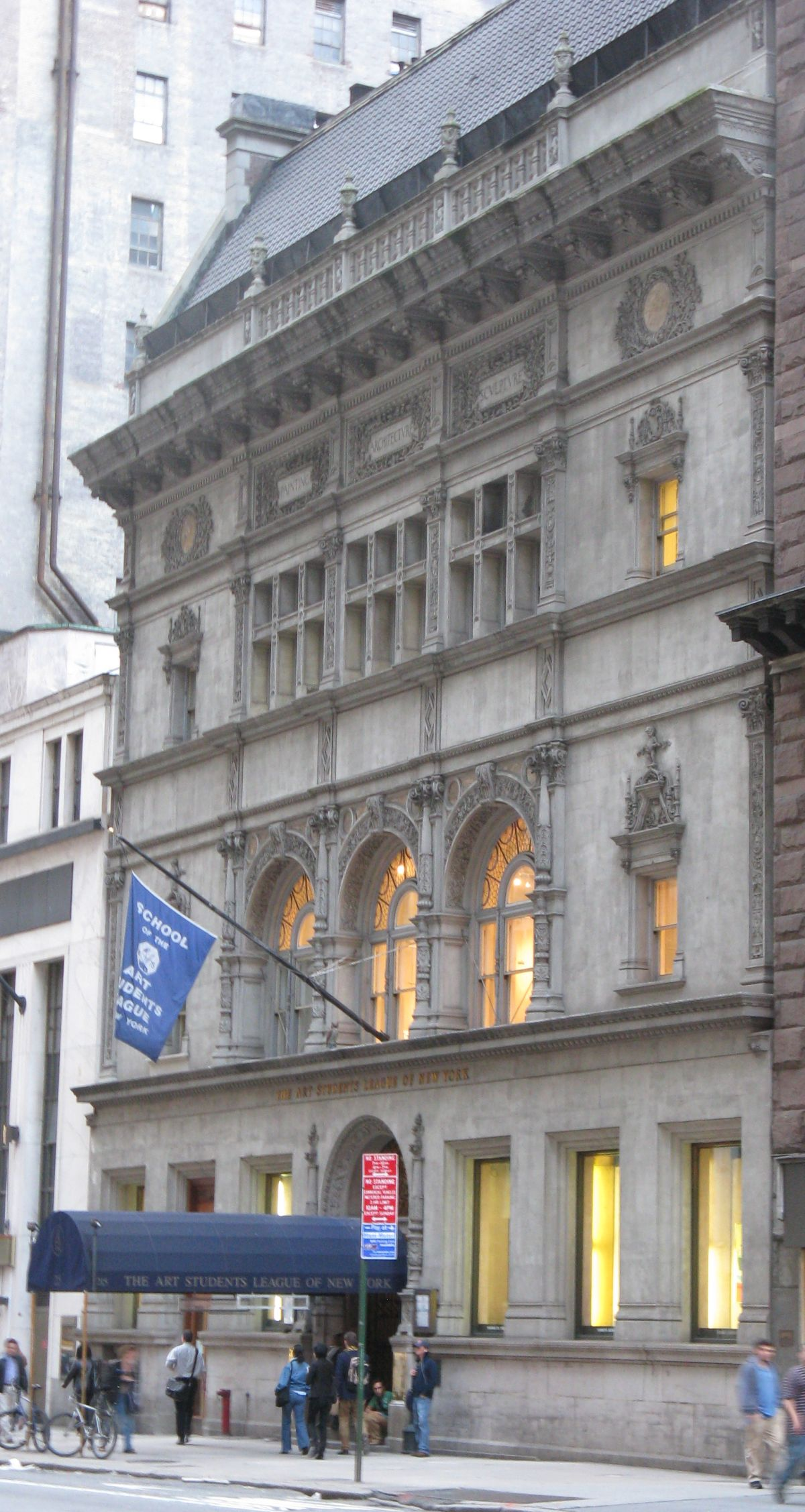
ساختمان هنرهای زیبای آمریکا، جایی که دفتر مرکزی باشگاه قرار داشت و نمایشگاه‌های سالانه خود را برگزار می‌کرد.

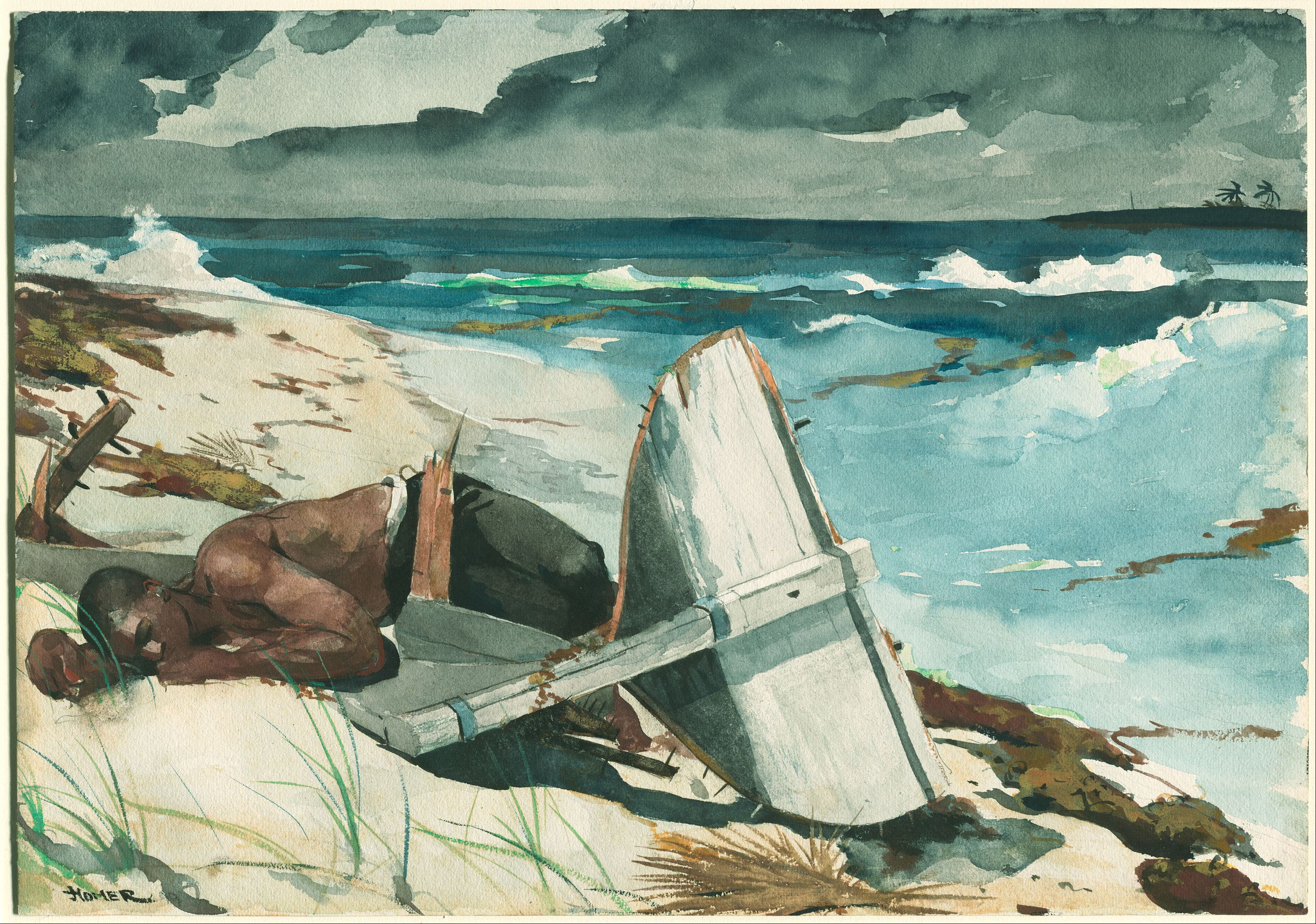
وینسلو هومر، پس از طوفان، باهاما، ۱۸۹۹، طراحی و آبرنگ، در نمایشگاه کلوپ آبرنگ نیویورک در سال ۱۹۰۲ به نمایش گذاشته شد.

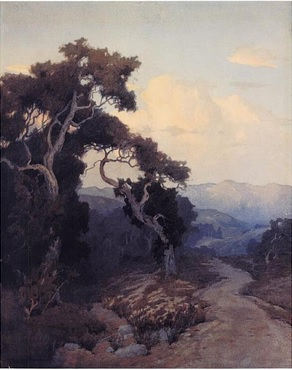
ماریون واچتل، غروب ابرها، ۱۹۰۴

کلوپ آبرنگ نیویورک (NYWC) در سال ۱۸۹۰ تأسیس شد و هنرمندان زن و مرد را به عنوان عضو و کارمند می‌پذیرفت و اولین نمایشگاه خود را در آن سال برگزار کرد. چایلد حسام اولین رئیس سازمان بود. این کلوپ در پاسخ به امتناع انجمن آبرنگ آمریکا (AWS) از پذیرش اعضای زن و برپایی نمایشگاه سالانه در پاییز سازماندهی شد. در مقایسه با AWS، نمایشگاه‌های منتخب هیئت داوران را برگزار کرد که به معنای استانداردهای سخت‌گیرانه‌تری برای محتوای موجود در نمایش‌هایش بود. این باشگاه دارای اعضا و افسران مرد و زن بود، در حالی که انجمن آبرنگ آمریکا تا سال ۱۸۹۷ زنان را به عنوان اعضای سازمان خود نمی‌پذیرفت.

#### اعضا
اعضای تأثیرگذار در سازمان عبارت بودند از:
- ویلیام مریت چیس[۷]
- لیدیا فیلد امت
- ویل[ نیازمند منبع ]یام سی. فیتلر، شوهر کلود راگوت هرست، عضو منشور[۸]
- جان لا فارژ[۹]
- رودا هولمز نیکولز - به عنوان نایب رئیس، عضو هیئت منصفه، و در تمام کمیته‌های آن خدمت کرد
- امیلی ماریا اسکات (۱۸۳۲–۱۹۱۵)، هنرمند
- الکس اف یاورسکی (۱۹۰۷–۱۹۹۷)، هنرمند